# Fontenay-aux-Roses
 Fontenay-aux-Roses  (pronunciación en francés: /fɔ̃tnɛ o ʁoz/) es una comuna (municipio) de Francia, en la región de Isla de Francia, departamento de Altos del Sena, en el distrito de Antony. La comuna comprende la totalidad del cantón homónimo.
Su población en el censo de 2009 era de 24.199 habitantes.
Está integrada en la Communauté d’agglomération Sud de Seine.

## Demografía
| 942 | 722 | 877 | 804 | 1 092 | 967 | 1 076 | 1 176 | 1 669 | 2 157 | 2 386 | 2 362 | 2 924 | 2 849 | 2 935 | 2 652 | 3 343 | 3 402 | 4 082 | 4 463 | 5 202 | 5 943 | 6 870 | 7 197 | 7 455 | 8 626 | 20 237 | 23 355 | 25 596 | 23 915 | 23 322 | 23 537 |
| Para los censos de 1962 a 1999 la población legal corresponde a la población sin duplicidades (Fuente: INSEE [Consultar]) |     |     |     |       |     |       |       |       |       |       |       |       |       |       |       |       |       |       |       |       |       |       |       |       |       |        |        |        |        |        |        |

## Ciudades hermanadas
- Wiesloch, Alemania[7]
- Borehamwood, Inglaterra[7]